# Hospodi
Hospodi — студийный альбом польской блэк-метал-группы Batushka, выпущенный 12 июля 2019 года на лейбле Metal Blade Records. Он был выпущен под руководством Бартоломея Крысюка, и это одна из двух пластинок, выпущенных под названием «Batushka» в 2019 году, другая — «Panihida», записана Кшиштофом Драбиковским. Эти конкурирующие релизы появились в результате раскола и последующего юридического спора между Драбиковским и Крысюком по поводу владения группой и названием «Batushka».
В 2024 году был переиздан независимо после смены названия группы на «Патриархь».

## Список композиций
| №                   | Название            | Длительность |
| ------------------- | ------------------- | ------------ |
| 1.                  | «Wozglas»           | 2:33         |
| 2.                  | «Dziewiatyj Czas»   | 6:08         |
| 3.                  | «Wieczernia»        | 5:31         |
| 4.                  | «Powieczerje»       | 5:29         |
| 5.                  | «Polunosznica»      | 5:23         |
| 6.                  | «Utrenia»           | 5:26         |
| 7.                  | «Pierwyj Czas»      | 4:37         |
| 8.                  | «Tretij Czas»       | 4:59         |
| 9.                  | «Szestoj Czas»      | 4:29         |
| 10.                 | «Liturgiya»         | 6:32         |
| Общая длительность: | Общая длительность: | 46:07        |

## Чарты
| Чарты (2019)                | Высшая позиция |
| --------------------------- | -------------- |
| Бельгия (Ultratop Flanders) | 188            |
| Польша (ZPAV)               | 1              |

## Участники записи
- Варфоломей (Бартоломей Крысюк) — вокал, продюсирование
- Paweł Jaroszewicz — ударные